# Higher Ground Productions
Higher Ground Productions (auch: Higher Ground) ist ein US-amerikanisches Medienunternehmen von Barack und Michelle Obama.

## Geschichte
Im Mai 2018 gründeten die Obamas Higher Ground Productions und unterzeichneten wenig später einen mehrjährigen Vertrag mit Netflix über die Produktion von Film- und Fernsehprojekten.
Michelle Obama erklärte zur Gründung des Unternehmens: „Ich habe immer an die Kraft des Geschichtenerzählens geglaubt, um uns zu inspirieren, uns dazu zu bringen, anders über die Welt um uns herum zu denken und uns zu helfen, unseren Geist und unser Herz für andere zu öffnen.“
Am 6. Juni 2019 kündigte Spotify eine Partnerschaft mit Higher Ground an, um Spotify-exklusive Podcasts zu produzieren. Der erste Podcast im Rahmen der Partnerschaft, The Michelle Obama Podcast, wurde am 29. Juli 2020 veröffentlicht.
Der erste Film des Unternehmens war die Dokumentation American Factory, die im Jahr 2019 veröffentlicht wurde. Mit Becoming veröffentlichte Netflix eine Dokumentation zu Michelle Obamas Autorenlesungen für ihre gleichnamigen Memoiren.
Im Juni 2022 kündigte das Unternehmen an, den Vertrag mit Spotify zu kündigen, da man einen Deal mit Audible zur Veröffentlichung der Podcasts des Unternehmens abgeschlossen hat.

## Produktionen
| Titel                                               | Erscheinungsdatum  | Gattung           | Bemerkungen                                   |
| --------------------------------------------------- | ------------------ | ----------------- | --------------------------------------------- |
| American Factory                                    | 21. August 2019    | Dokumentarfilm    |                                               |
| Crip Camp                                           | 25. März 2020      | Dokumentarfilm    |                                               |
| Becoming – Meine Geschichte (Becoming)              | 6. Mai 2020        | Dokumentarfilm    |                                               |
| The Michelle Obama Podcast                          | 29. Juli 2020      | Podcast           | Kooperation mit Spotify                       |
| Renegades: Born in the USA                          | 22. Februar 2021   | Podcast           | Kooperation mit Spotify und Bruce Springsteen |
| Waffles + Mochi                                     | 16. März 2021      | Fernsehproduktion |                                               |
| Fatherhood                                          | 18. Juni 2021      | Spielfilm         |                                               |
| We the People                                       | 4. Juli 2021       | Fernsehproduktion |                                               |
| Worth (dt. Der Fall 9/11 – Was ist ein Leben wert?) | 3. September 2021  | Spielfilm         |                                               |
| Ada Twist, Scientist                                | 28. September 2021 | Fernsehproduktion |                                               |
| Rustin                                              | 3. November 2023   | Fernsehproduktion |                                               |
| Leave the World Behind                              | 8. Dezember 2023   | Fernsehproduktion |                                               |
| Bodkin                                              | 9. Mai 2024        | Fernsehproduktion | Kooperation mit Netflix                       |

## Auszeichnungen
Im Jahr 2020 gewann das Unternehmen mit American Factory einen Oscar für den besten Dokumentarfilm bei der Oscarverleihung 2020 und einen Primetime Emmy Award für „herausragende Regie“ bei einem ein „Dokumentarfilm“.